# Bilagodi, Sagar
Bilagodi là một làng thuộc tehsil Sagar, huyện Shimoga, bang Karnataka, Ấn Độ.